# Liga národů UEFA 2024/2025
Liga národů UEFA 2024/25 je čtvrtou sezónou Ligy národů UEFA, mezinárodní fotbalové soutěže, které se účastní 54 národních mužských fotbalových týmů z členských asociací UEFA, tedy týmy ze všech členských zemí kromě Ruska. Soutěž se hraje od září do listopadu 2024 (skupinová fáze), v březnu 2025 (čtvrtfinále Ligy A a play-offs v Ligách A/B a B/C), v červnu 2025 (finálový turnaj) a v březnu 2026 (play-offs v Ligách C/D).

## Formát

### Skupinová fáze
Jednotlivé týmy byly přidělovány do lig na základě celkového žebříčku Ligy národů UEFA 2022/2023. Každý tým odehrál šest zápasů v rámci své skupiny (s výjimkou skupin v Lize D, které budou hrát čtyři), a to ve formě dvou utkání v září, dvou utkání v říjnu a dvou utkání v listopadu 2024. Ve skupině se hrálo systémem doma-venku, každý s každým. Tento formát zaručil, že téměř všechny skupiny budou hrát poslední zápasy ve skupinách ve stejný čas.
V nejvyšší Lize A týmy soutěží o titul šampióna Ligy národů UEFA.  Dne 25. ledna 2023 ustanovila UEFA nový formát vyřazovacích bojů. Do play-offs postoupí 4 vítězové skupin v Lize A a 4 týmy na druhých místech; tím budou vytvořeny dvojice pro čtvrtfinále, které se bude hrát ve stejném termínu jako play-offs nižších lig v březnu 2025. Čtvrtfinále mezi týmy z různých skupin se budou také hrát systémem doma/venku, kdy vítěz skupiny Ligy A bude hostit odvetné utkání. Vítězové ze čtvrtfinále pak budou tvořit 4 týmy, které spolu sehrají finálový turnaj v červnu 2025 stejně jako v minulých ročnících – bude se hrát ve vyřazovacím formátu, skládající se ze semifinále, souboje o třetí místo a finále. Hostitelská země bude vybrána ze čtyř kvalifikovaných týmů Výkonným výborem UEFA.

### Postupy a sestupy
Týmy také soutěží o postup a sestup do vyšší nebo nižší ligy. Z Lig B, C a D postoupí výše vítězové skupin, zatímco poslední týmy skupin v Ligách A a B sestoupí. Protože v Lize C jsou čtyři skupiny a v Lize D pouze dvě, sestoupí dva nejhorší celky z Ligy C automaticky do Ligy D (změna oproti předchozím ročníkům). 
Do postupů a sestupů přibudou ještě utkání play-offs ("baráže"): sehrají je proti sobě celky na třetích místech ve skupinách Ligy A a celky na druhých místech ze skupin Ligy B; také celky na třetích místech ve skupinách Ligy B a celky na druhých místech ze skupin Ligy C a také dva nejlepší celky na čtvrtých místech Ligy C a celky na druhých místech ze skupin Ligy D. Play-offs se budou také hrát systémem doma/venku; mezi Ligami A/B a B/C v březnu 2025, mezi Ligami C/D v březnu 2026.
Tým, který vstřelí v součtu dvou utkání více gólů, zůstane ve vyšší Lize, zatímco poražený sestoupí do nižší Ligy. Pokud bude součet gólů stejný, nebude rozhodovat pravidlo venkovních gólů, ale přijde na řadu prodloužení a případně i penalty.

## Program Ligy národů
| Fáze                                    | Kolo             | Datum                  |
| --------------------------------------- | ---------------- | ---------------------- |
| Skupinová fáze                          | 1. kolo          | 5.–7. září 2024        |
| Skupinová fáze                          | 2. kolo          | 8.–10. září 2024       |
| Skupinová fáze                          | 3. kolo          | 10.–12. října 2024     |
| Skupinová fáze                          | 4. kolo          | 13.–15. října 2024     |
| Skupinová fáze                          | 5. kolo          | 14.–16. listopadu 2024 |
| Skupinová fáze                          | 6. kolo          | 17.–19. listopadu 2024 |
| Čtvrtfinále Ligy A, play-offs A/B a B/C | První zápasy     | 20. března 2025        |
| Čtvrtfinále Ligy A, play-offs A/B a B/C | Odvety           | 23. března 2025        |
| Finálový turnaj                         | Semifinále       | 4.–5. června 2025      |
| Finálový turnaj                         | Zápas o 3. místo | 8. června 2025         |
| Finálový turnaj                         | Finále           | 8. června 2025         |
| Play-offs C/D                           | První zápasy     | 26. března 2026        |
| Play-offs C/D                           | Odvety           | 31. března 2026        |

## Nasazení týmů

Mapa ukazuje rozdělení týmů do jednotlivých lig.
Liga A
Liga B
Liga C
Liga D

Legenda:
| ↑ | Postup z předchozí sezóny |
| ↓ | Sestup z předchozí sezóny |

| Tým                 | Pos/Ses | Pořadí |
| ------------------- | ------- | ------ |
| Španělsko           |         | 1      |
| Chorvatsko          |         | 2      |
| Itálie              |         | 3      |
| Nizozemsko          |         | 4      |
| Dánsko              |         | 5      |
| Portugalsko         |         | 6      |
| Belgie              |         | 7      |
| Maďarsko            |         | 8      |
| Švýcarsko           |         | 9      |
| Polsko              |         | 10     |
| Francie             |         | 11     |
| Německo             |         | 12     |
| Izrael              | ↑       | 17     |
| Bosna a Hercegovina | ↑       | 18     |
| Srbsko              | ↑       | 19     |
| Skotsko             | ↑       | 20     |

| Tým        | Pos/Ses | Pořadí |
| ---------- | ------- | ------ |
| Rakousko   | ↓       | 13     |
| Česko      | ↓       | 14     |
| Anglie     | ↓       | 15     |
| Wales      | ↓       | 16     |
| Finsko     |         | 21     |
| Ukrajina   |         | 22     |
| Norsko     |         | 23     |
| Island     |         | 24     |
| Slovinsko  |         | 25     |
| Irsko      |         | 26     |
| Albánie    |         | 27     |
| Černá Hora |         | 28     |
| Gruzie     | ↑       | 33     |
| Řecko      | ↑       | 34     |
| Turecko    | ↑       | 35     |
| Kazachstán | ↑       | 36     |

| Tým               | Pos/Ses | Pořadí |
| ----------------- | ------- | ------ |
| Rumunsko          | ↓       | 29     |
| Švédsko           | ↓       | 30     |
| Arménie           | ↓       | 31     |
| Lucembursko       |         | 37     |
| Ázerbájdžán       |         | 38     |
| Kosovo            |         | 39     |
| Bulharsko         |         | 40     |
| Faerské ostrovy   |         | 41     |
| Severní Makedonie |         | 42     |
| Slovensko         |         | 43     |
| Severní Irsko     |         | 44     |
| Kypr              |         | 45     |
| Bělorusko         |         | 46     |
| Litva             |         | 47     |
| Estonsko          | ↑       | 49     |
| Lotyšsko          | ↑       | 50     |

| Tým             | Pos/Ses | Pořadí |
| --------------- | ------- | ------ |
| Gibraltar       | ↓       | 48     |
| Moldavsko       |         | 51     |
| Malta           |         | 52     |
| Andorra         |         | 53     |
| San Marino      |         | 54     |
| Lichtenštejnsko |         | 55     |

| Tým   |  | Pořadí |
| ----- |  | ------ |
| Rusko |  | 32     |

Vysvětlivky
1. ↑  Dne 2. května 2022 UEFA oznámila, že se Rusko nezúčastní dalšího ročníku Ligy národů UEFA a bude automaticky sestupujícím do Ligy C kvůli invazi na Ukrajinu.[7] Při zveřejnění procedury pro losování dne 2. prosince 2022 nebylo Rusko zahrnuto ve výčtu zemí pro Ligu národů dle pokračujícího vyloučení ze soutěží UEFA.[1][8][9]

## Liga A

### Skupinová fáze
| Legenda                       |
| ----------------------------- |
| Postup do play-offs           |
| Kvalifikován do play-offs A/B |
| Sestup do Ligy B              |

#### Skupina 1
| Tým         | Z | V | R | P | VG | IG | +/- | B  |
| ----------- | - | - | - | - | -- | -- | --- | -- |
| Portugalsko | 6 | 4 | 2 | 0 | 13 | 5  | +8  | 14 |
| Chorvatsko  | 6 | 2 | 2 | 2 | 8  | 8  | 0   | 8  |
| Skotsko     | 6 | 2 | 1 | 3 | 7  | 8  | -1  | 7  |
| Polsko      | 6 | 1 | 1 | 4 | 9  | 16 | -7  | 4  |

|             | Portugalsko | Chorvatsko | Skotsko | Polsko |
| ----------- | ----------- | ---------- | ------- | ------ |
| Portugalsko | —           | 2:1        | 2:1     | 5:1    |
| Chorvatsko  | 1:1         | —          | 2:1     | 1:0    |
| Skotsko     | 0:0         | 1:0        | —       | 2:3    |
| Polsko      | 1:3         | 3:3        | 1:2     | —      |

#### Skupina 2
| Tým     | Z | V | R | P | VG | IG | +/- | B  |
| ------- | - | - | - | - | -- | -- | --- | -- |
| Francie | 6 | 4 | 1 | 1 | 12 | 6  | +6  | 13 |
| Itálie  | 6 | 4 | 1 | 1 | 13 | 8  | +5  | 13 |
| Belgie  | 6 | 1 | 1 | 4 | 6  | 9  | -3  | 4  |
| Izrael  | 6 | 1 | 1 | 4 | 5  | 13 | -8  | 4  |

|         | Francie | Itálie | Belgie | Izrael |
| ------- | ------- | ------ | ------ | ------ |
| Francie | —       | 1:3    | 2:0    | 0:0    |
| Itálie  | 1:3     | —      | 2:2    | 4:1    |
| Belgie  | 1:2     | 0:1    | —      | 3:1    |
| Izrael  | 1:4     | 1:2    | 1:0    | —      |

#### Skupina 3
| Tým                 | Z | V | R | P | VG | IG | +/- | B  |
| ------------------- | - | - | - | - | -- | -- | --- | -- |
| Německo             | 6 | 4 | 2 | 0 | 18 | 4  | +14 | 14 |
| Nizozemsko          | 6 | 2 | 3 | 1 | 13 | 7  | +6  | 9  |
| Maďarsko            | 6 | 1 | 3 | 2 | 4  | 11 | -7  | 6  |
| Bosna a Hercegovina | 6 | 0 | 2 | 4 | 4  | 17 | -13 | 2  |

|                     | Německo | Nizozemsko | Maďarsko | Bosna a Hercegovina |
| ------------------- | ------- | ---------- | -------- | ------------------- |
| Německo             | —       | 1:0        | 5:0      | 7:0                 |
| Nizozemsko          | 2:2     | —          | 4:0      | 5:2                 |
| Maďarsko            | 1:1     | 1:1        | —        | 0:0                 |
| Bosna a Hercegovina | 1:2     | 1:1        | 0:2      | —                   |

#### Skupina 4
| Tým       | Z | V | R | P | VG | IG | +/- | B  |
| --------- | - | - | - | - | -- | -- | --- | -- |
| Španělsko | 6 | 5 | 1 | 0 | 13 | 4  | +9  | 16 |
| Dánsko    | 6 | 2 | 2 | 2 | 7  | 5  | +2  | 8  |
| Srbsko    | 6 | 1 | 3 | 2 | 3  | 6  | -3  | 6  |
| Švýcarsko | 6 | 0 | 2 | 4 | 6  | 14 | -8  | 2  |

|           | Španělsko | Dánsko | Srbsko | Švýcarsko |
| --------- | --------- | ------ | ------ | --------- |
| Španělsko | —         | 1:0    | 3:0    | 3:2       |
| Dánsko    | 1:2       | —      | 2:0    | 2:0       |
| Srbsko    | 0:0       | 0:0    | —      | 2:0       |
| Švýcarsko | 1:4       | 2:2    | 1:1    | —         |

### Vyřazovací fáze
Všechny časy zápasů jsou uvedeny ve středoevropském letním čase (UTC +2).

#### Pavouk
|  | Čtvrtfinále | Čtvrtfinále |              |         | Semifinále  | Semifinále  |  |  | Finále    | Finále |
|  |             |             |              |         |             |             |  |  |           |        |
|  |             |             |              |         |             |             |  |  |           |        |
|  |             |             |              |         |             |             |  |  |           |        |
|  | Itálie      | 4           |              |         |             |             |  |  |           |        |
|  | Itálie      | 4           | 4.-5. června |         |             |             |  |  |           |        |
|  | Německo     | 5           |              |         |             |             |  |  |           |        |
|  | Německo     | 5           | Německo      | 1       |             |             |  |  |           |        |
|  |             |             | Německo      | 1       |             |             |  |  |           |        |
|  |             | Portugalsko | 2            |         |             |             |  |  |           |        |
|  | Dánsko      | Portugalsko | 2            | 3       |             |             |  |  |           |        |
|  | Dánsko      |             | 8. června    | 3       |             |             |  |  |           |        |
|  | Portugalsko | 5           |              |         |             |             |  |  |           |        |
|  | Portugalsko | 5           | Portugalsko  |         |             |             |  |  |           |        |
|  |             |             |              |         |             |             |  |  |           |        |
|  |             | Španělsko   |              |         |             |             |  |  |           |        |
|  | Nizozemsko  | 5 (4)       |              |         |             |             |  |  |           |        |
|  | Nizozemsko  | 5 (4)       | 4.-5. června |         |             |             |  |  |           |        |
|  | Španělsko   | 5 (5)       |              |         |             |             |  |  |           |        |
|  | Španělsko   | 5 (5)       | Španělsko    | 5       | Třetí místo | Třetí místo |  |  |           |        |
|  |             |             | Španělsko    | 5       | Třetí místo | Třetí místo |  |  |           |        |
|  |             | Francie     | 4            |         |             |             |  |  |           |        |
|  | Chorvatsko  | Francie     | 4            | 2 (4)   | Německo     |             |  |  |           |        |
|  | Chorvatsko  |             |              | 2 (4)   | Německo     |             |  |  |           |        |
|  | Francie     | 2 (5)       |              | Francie |             |             |  |  |           |        |
|  | Francie     | 2 (5)       |              |         |             |             |  |  |           |        |
|  |             |             |              |         |             |             |  |  | 8. června |        |
|  |             |             |              |         |             |             |  |  |           |        |

#### Čtvrtfinále
| Domácí v 1. zápase | Celkem         | Hosté v 1. zápase | 1. zápas | 2. zápas |
| ------------------ | -------------- | ----------------- | -------- | -------- |
| Nizozemsko         | 5 : 5 (4:5 p.) | Španělsko         | 2:2      | 3:3      |
| Chorvatsko         | 2 : 2 (4:5 p.) | Francie           | 2:0      | 0:2      |
| Dánsko             | 3 : 5          | Portugalsko       | 1:0      | 2:5      |
| Itálie             | 4 : 5          | Německo           | 1:2      | 3:3      |

#### Semifinále
| 5. června 2025 21:00                                    |        |                                                                |                                                                      |
| Španělsko                                               | 5 : 4  | Francie                                                        | MHPArena, Stuttgart diváci: 51724 rozhodčí: Michael Oliver ( Anglie) |
| Williams 22' Merino 25' Yamal 54' (pen.), 67' Pedri 55' | report | Mbappé 59' (pen.) Cherki 79' Vivian 84' (vl.) Kolo Muani 90+3' | MHPArena, Stuttgart diváci: 51724 rozhodčí: Michael Oliver ( Anglie) |

| 4. června 2025 21:10        |        |           |                                                                           |
| Portugalsko                 | 2 : 1  | Německo   | Allianz Arena, Mnichov diváci: 65823 rozhodčí: Slavko Vinčić ( Slovinsko) |
| Conceição 63' C.Ronaldo 68' | report | Wirtz 48' | Allianz Arena, Mnichov diváci: 65823 rozhodčí: Slavko Vinčić ( Slovinsko) |

#### Zápas o 3. místo
| 8. června 2025 15:00 |        |                      |                                                          |
| Německo              | 0 : 2  | Francie              | MHPArena, Stuttgart rozhodčí: Ivan Kružliak ( Slovensko) |
|                      | report | Mbappé 45' Olise 84' | MHPArena, Stuttgart rozhodčí: Ivan Kružliak ( Slovensko) |

#### Finále
| 8. června 2025 21:00        |                |                          |                                                             |
| Španělsko                   | 2 : 2 (3:5 p.) | Portugalsko              | Allianz Arena, Mnichov rozhodčí: Sandro Schäer ( Švýcarsko) |
| Zubimendi 21' Oyarzabal 45' |                | Mendes 26' C.Ronaldo 61' | Allianz Arena, Mnichov rozhodčí: Sandro Schäer ( Švýcarsko) |

|                          |       | Penaltový rozstřel                   |  |
| Merino Baena Isco Morata | 3 : 5 | Ramos Vitinha Fernandes Mendes Neves |  |

### Play-offs A/B
| Domácí v 1. zápase | Celkem | Hosté v 1. zápase | 1. zápas | 2. zápas |
| ------------------ | ------ | ----------------- | -------- | -------- |
| Turecko            | 6 : 1  | Maďarsko          | 3:1      | 3:0      |
| Ukrajina           | 3 : 4  | Belgie            | 3:1      | 0:3      |
| Rakousko           | 1 : 3  | Srbsko            | 1:1      | 0:2      |
| Řecko              | 3 : 1  | Skotsko           | 0:1      | 3:0      |

## Liga B

### Skupinová fáze
| Legenda                       |
| ----------------------------- |
| Postup do Ligy A              |
| Kvalifikován do play-offs A/B |
| Kvalifikován do play-offs B/C |
| Sestup do Ligy C              |

#### Skupina 1
| Tým      | Z | V | R | P | VG | IG | +/- | B  |
| -------- | - | - | - | - | -- | -- | --- | -- |
| Česko    | 6 | 3 | 2 | 1 | 9  | 8  | +1  | 11 |
| Ukrajina | 6 | 2 | 2 | 2 | 8  | 8  | 0   | 8  |
| Gruzie   | 6 | 2 | 1 | 3 | 7  | 6  | +1  | 7  |
| Albánie  | 6 | 2 | 1 | 3 | 4  | 6  | -2  | 7  |

|          | Česko | Ukrajina | Gruzie | Albánie |
| -------- | ----- | -------- | ------ | ------- |
| Česko    | —     | 3:2      | 2:1    | 2:0     |
| Ukrajina | 1:1   | —        | 1:0    | 1:2     |
| Gruzie   | 4:1   | 1:1      | —      | 0:1     |
| Albánie  | 0:0   | 1:2      | 0:1    | —       |

#### Skupina 2
| Tým    | Z | V | R | P | VG | IG | +/- | B  |
| ------ | - | - | - | - | -- | -- | --- | -- |
| Anglie | 6 | 5 | 0 | 1 | 16 | 3  | +13 | 15 |
| Řecko  | 6 | 5 | 0 | 1 | 11 | 4  | +7  | 15 |
| Irsko  | 6 | 2 | 0 | 4 | 3  | 12 | -9  | 6  |
| Finsko | 6 | 0 | 0 | 6 | 2  | 13 | -11 | 0  |

|        | Anglie | Řecko | Irsko | Finsko |
| ------ | ------ | ----- | ----- | ------ |
| Anglie | —      | 1:2   | 5:0   | 2:0    |
| Řecko  | 0:3    | —     | 2:0   | 3:0    |
| Irsko  | 0:2    | 0:2   | —     | 1:0    |
| Finsko | 1:3    | 0:2   | 1:2   | —      |

#### Skupina 3
| Tým        | Z | V | R | P | VG | IG | +/- | B  |
| ---------- | - | - | - | - | -- | -- | --- | -- |
| Norsko     | 6 | 4 | 1 | 1 | 15 | 7  | +8  | 13 |
| Rakousko   | 6 | 3 | 2 | 1 | 14 | 5  | +9  | 11 |
| Slovinsko  | 6 | 2 | 2 | 2 | 7  | 9  | -2  | 8  |
| Kazachstán | 6 | 0 | 1 | 5 | 0  | 15 | -15 | 1  |

|            | Norsko | Rakousko | Slovinsko | Kazachstán |
| ---------- | ------ | -------- | --------- | ---------- |
| Norsko     | —      | 2:1      | 3:0       | 5:0        |
| Rakousko   | 5:1    | —        | 1:1       | 4:0        |
| Slovinsko  | 1:4    | 1:1      | —         | 3:0        |
| Kazachstán | 0:0    | 0:2      | 0:1       | —          |

#### Skupina 4
| Tým        | Z | V | R | P | VG | IG | +/- | B  |
| ---------- | - | - | - | - | -- | -- | --- | -- |
| Wales      | 6 | 3 | 3 | 0 | 9  | 4  | +5  | 12 |
| Turecko    | 6 | 3 | 2 | 1 | 9  | 6  | +3  | 11 |
| Island     | 6 | 2 | 1 | 3 | 10 | 13 | -3  | 7  |
| Černá Hora | 6 | 1 | 0 | 5 | 4  | 9  | -5  | 3  |

|            | Wales | Turecko | Island | Černá Hora |
| ---------- | ----- | ------- | ------ | ---------- |
| Wales      | —     | 0:0     | 4:1    | 1:0        |
| Turecko    | 0:0   | —       | 3:1    | 1:0        |
| Island     | 2:2   | 2:4     | —      | 2:0        |
| Černá Hora | 1:2   | 3:1     | 0:2    | —          |

### Play-offs B/C
| Domácí v 1. zápase | Celkem | Hosté v 1. zápase | 1. zápas | 2. zápas |
| ------------------ | ------ | ----------------- | -------- | -------- |
| Kosovo             | 5 : 2  | Island            | 2:1      | 3:1      |
| Bulharsko          | 2 : 4  | Irsko             | 1:2      | 1:2      |
| Arménie            | 1 : 9  | Gruzie            | 0:3      | 1:6      |
| Slovensko          | 0 : 1  | Slovinsko         | 0:0      | 0:1      |

## Liga C

### Skupinová fáze
| Legenda                       |
| ----------------------------- |
| Postup do Ligy B              |
| Kvalifikován do play-offs B/C |
| Kvalifikován do play-off C/D  |
| Přímý sestup do Ligy D        |

#### Skupina 1
| Tým         | Z | V | R | P | VG | IG | +/- | B  |
| ----------- | - | - | - | - | -- | -- | --- | -- |
| Švédsko     | 6 | 5 | 1 | 0 | 19 | 4  | +15 | 16 |
| Slovensko   | 6 | 4 | 1 | 1 | 10 | 5  | +5  | 13 |
| Estonsko    | 6 | 1 | 1 | 4 | 3  | 9  | -6  | 4  |
| Ázerbájdžán | 6 | 0 | 1 | 5 | 3  | 17 | -14 | 1  |

|             | Švédsko | Slovensko | Estonsko | Ázerbájdžán |
| ----------- | ------- | --------- | -------- | ----------- |
| Švédsko     | —       | 2:1       | 3:0      | 6:0         |
| Slovensko   | 2:2     | —         | 1:0      | 2:0         |
| Estonsko    | 0:3     | 0:1       | —        | 3:1         |
| Ázerbájdžán | 1:3     | 1:3       | 0:0      | —           |

#### Skupina 2
| Tým      | Z | V | R | P | VG | IG | +/- | B  |
| -------- | - | - | - | - | -- | -- | --- | -- |
| Rumunsko | 6 | 6 | 0 | 0 | 18 | 3  | +15 | 18 |
| Kosovo   | 6 | 4 | 0 | 2 | 10 | 7  | +3  | 12 |
| Kypr     | 6 | 2 | 0 | 4 | 4  | 15 | -11 | 6  |
| Litva    | 6 | 0 | 0 | 6 | 4  | 11 | -7  | 0  |

|          | Rumunsko | Kosovo | Kypr | Litva |
| -------- | -------- | ------ | ---- | ----- |
| Rumunsko | —        | 3:0    | 4:1  | 3:1   |
| Kosovo   | 0:3      | —      | 3:0  | 1:0   |
| Kypr     | 0:3      | 0:4    | —    | 2:1   |
| Litva    | 1:2      | 1:2    | 0:1  | —     |

Poznámky
1. ↑  Zápas mezi Rumunskem a Kosovem byl přerušen za stavu 0:0 během nastaveného času druhého poločasu poté, co tým Kosova opustil hřiště, a následně byl zápas přerušen.[10] Zápas byl následně kontumačně vyhodnocen jako vítězný 3:0 pro Rumunsko.[11]

#### Skupina 3
| Tým           | Z | V | R | P | VG | IG | +/- | B  |
| ------------- | - | - | - | - | -- | -- | --- | -- |
| Severní Irsko | 6 | 3 | 2 | 1 | 11 | 3  | +8  | 11 |
| Bulharsko     | 6 | 2 | 3 | 1 | 3  | 6  | -3  | 9  |
| Bělorusko     | 6 | 1 | 4 | 1 | 3  | 4  | -1  | 7  |
| Lucembursko   | 6 | 0 | 3 | 3 | 3  | 7  | -4  | 3  |

|               | Severní Irsko | Bulharsko | Bělorusko | Lucembursko |
| ------------- | ------------- | --------- | --------- | ----------- |
| Severní Irsko | —             | 5:0       | 2:0       | 2:0         |
| Bulharsko     | 1:0           | —         | 1:1       | 0:0         |
| Bělorusko     | 0:0           | 0:0       | —         | 1:1         |
| Lucembursko   | 2:2           | 1:0       | 0:1       | —           |

#### Skupina 4
| Tým               | Z | V | R | P | VG | IG | +/- | B  |
| ----------------- | - | - | - | - | -- | -- | --- | -- |
| Severní Makedonie | 6 | 5 | 1 | 0 | 10 | 1  | +9  | 16 |
| Arménie           | 6 | 2 | 1 | 3 | 8  | 9  | -1  | 7  |
| Faerské ostrovy   | 6 | 1 | 3 | 2 | 5  | 6  | -1  | 6  |
| Lotyšsko          | 6 | 1 | 1 | 4 | 4  | 11 | -7  | 4  |

|                   | Severní Makedonie | Arménie | Faerské ostrovy | Lotyšsko |
| ----------------- | ----------------- | ------- | --------------- | -------- |
| Severní Makedonie | —                 | 2:0     | 1:0             | 1:0      |
| Arménie           | 0:2               | —       | 0:1             | 4:1      |
| Faerské ostrovy   | 1:1               | 2:2     | —               | 1:1      |
| Lotyšsko          | 0:3               | 1:2     | 1:0             | —        |